# 河村季里
河村季里（かわむら きり、1944年 - ）は、日本の元作家。男性。

## 人物・来歴
- 1979年、女優・関根恵子が舞台を放り出して河村と共にタイへ逃亡したことで知られる。1987年、株式会社K&Bパブリッシャーズを設立、海外旅行の案内書を編集している。
- 角川春樹が1993年麻薬取締法違反などで逮捕・収監された時に友人として毎月面会に訪れ、角川はそのことに深く感謝している[1]。

## 著書
- 『屋根のない車』角川書店 1974年 のち文庫
- 『旅へ-風をつれて』立風書房 1975年
- 『青春の巡礼』角川書店 1980年
- 『ハワイ全カタログ これだけ楽しめばもうハワイ』早稲田編集企画室 1984年

翻訳
- フランシス・ルロワ、アイリス・ルタン『エマニュエル』富士見ロマン文庫 1984年